# Aeroportul Morondava
Aeroportul Morondava (IATA: MOQ, ICAO: FMMV) este un aeroport din Provincia Toliara, Madagascar ce deservește zona Morondava. Aeroportul a fost tranzitat în 2018 de 14.755 de pasageri. A fost numit după zona deservită.
Situat la o altitudine de 6 m, aeroportul dispune de 1 pistă.

## Infrastructură

### Piste
Aeroportul dispune de o singură pistă. Pista are orientarea 10/28. 